# Сен-Луэ-сюр-Сёль
Сен-Луэ́-сюр-Сёль (фр. Saint-Louet-sur-Seulles) — коммуна во Франции, находится в регионе Нижняя Нормандия. Департамент коммуны — Кальвадос. Входит в состав кантона Вилле-Бокаж. Округ коммуны — Кан.
Код INSEE коммуны — 14607.

## Население
Население коммуны на 2010 год составляло 189 человек.
| 1962 | 1968 | 1975 | 1982 | 1990 | 1999 | 2010 |
| ---- | ---- | ---- | ---- | ---- | ---- | ---- |
| 156  | 158  | 165  | 128  | 144  | 171  | 189  |

## Экономика
В 2010 году среди 107 человек трудоспособного возраста (15—64 лет) 89 были экономически активными, 18 — неактивными (показатель активности — 83,2 %, в 1999 году было 83,2 %). Из 89 активных жителей работали 86 человек (48 мужчин и 38 женщин), безработных было 3 (0 мужчин и 3 женщины). Среди 18 неактивных 6 человек были учениками или студентами, 6 — пенсионерами, 6 были неактивными по другим причинам.